# Liceo artistico e Istituto statale d'arte "Enrico e Umberto Nordio"
Il Liceo artistico e Istituto statale d'arte "Enrico e Umberto Nordio" è un istituto statale d'arte istituito nel 1955.
Nell'istituto si sono formati numerosi artisti riconosciuti e operatori di settore qualificati, professionisti, docenti di discipline artistiche a tutti i livelli.
L'Istituto si presenta oggi come un'offerta unica di istruzione artistica completa per il territorio di Trieste e per le aree comprensoriali limitrofe, anche d'oltre confine.
Nel 2005 in occasione del cinquantenario della nascita dell'Istituto si sono svolte una serie di iniziative e di mostre allestite sia all'interno della scuola che presso il Museo Revoltella. Nel 2010-2011, con la riforma Gelmini, l'Istituto ha smesso di funzionare, al suo posto è stato formato il Liceo artistico statale.